# 流行文化中的切·格瓦拉

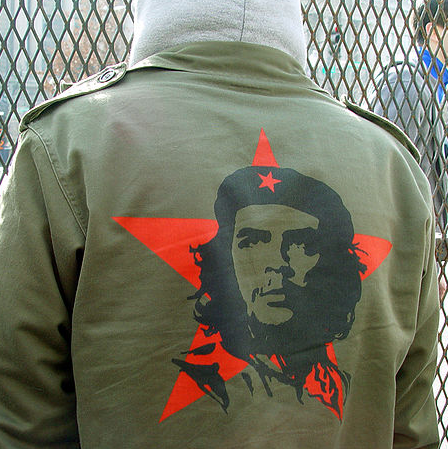
2005年时任美国总统小布什就职典礼，抗议者身着切·格瓦拉夹克衫

流行文化中的切·格瓦拉，或切·格瓦拉时尚，是一种时尚潮流，以阿根廷出生的革命家切·格瓦拉的头像为特征标志。切·格瓦拉的形象在T恤设计中颇为流行，它们代表着切的政治信念；同时，用金钱去购买一件体现马克思主义标志的T恤本身也颇具讽刺意味，这些现象都吸引着诸多媒体、政治评论员和古巴裔美国活动家们的注意力。诚如政治评论员克里斯·伯格在世纪报中所说：“讽刺的是，切·格瓦拉这么一个文化标志之所以能够如此经久不衰，竟归功于切·格瓦拉一生都致力于摧毁的经济体制系统。

## 流行性
切·格瓦拉的形象在服装设计中很流行，以至于这个肖像被描述成“让成千上万件T恤畅销的那张脸”。 评论员们注意到，此T恤之所以在年轻成年人尤其是大学生中如此流行，是因为他的形象与反叛精神有着密切联系。布里斯班时报的理查德·卡索讽刺地观察道：“在布里斯班的不伦瑞克大街或教堂大街随便走走，会不由自主感叹：也许切·格瓦拉本人是所有40岁以下年轻人唯一一个还没穿过切·格瓦拉头像衫的人。”  最近与切·格瓦拉有关的潮流可归因于宏观经济困难，这让切所发出的信条更具号召力。 与此同时，因为切·格瓦拉形象空前流行，也产生了很多恶搞，比如把他的胡子给刮了，并用他的名字开双关语的笑话。

## 历史
流行文化中切·格瓦拉的形象源自摄影作品英勇的游擊隊員。 尚不明确何时开始被时尚设计界所使用， 只知1967年爱尔兰艺术家Jim Fitzpatrick基于此照片重新创作了一幅海报。

## 回应
切·格瓦拉潮流的大行其道，引起了诸多批评，声称不应忽视他的缺陷，也不应将他的行为浪漫化。 评论认为年轻人像支持偶像一样支持切·格瓦拉，却没有意识到他形象背后的种种争议，比如，他曾被认为支持暴力作为实现目标的手段之一，他也曾把古巴经济拖入泥潭。 评论者称此潮流为“昙花一现，不足挂齿”。
流亡海外的古巴人社区也以同样理由，反对切的形象被用作流行文化。
切·格瓦拉的长女阿蕾达·格瓦拉，则对这个从她父亲头像衍生出的潮流趋势表示坚决的支持态度，她说：“穿切·格瓦拉T恤的人，通常是不轻易妥协的人，他们不满足于社会现状，时刻思索着如何才能造福于人类社会。我想，我父亲应该是会赞成这样的事的。”